# 瀋吉線
瀋吉線（しんきつせん）は、中国国鉄の路線で、遼寧省瀋陽市より吉林省吉林市を結ぶ全長446kmの鉄道路線である。瀋吉線は、奉海鉄路、吉海鉄路の2線として別々に建設され、奉天(瀋陽)〜海龍は1925年7月建設開始、1927年10月完成、同年10月に朝陽鎮まで延伸した。吉林〜朝陽鎮は1927年6月工事開始、1929年5月に完成した。

## 接続路線
- 瀋陽北駅 - 哈大線、京哈線
- 撫順北駅 - 撫順線
- 梅河口駅 - 四梅線、梅集線
- 吉林駅 - 長図線

## 駅名一覧
瀋陽北 - 瀋陽東 - 世博園 - 撫順北 - 前甸 - 章党 - 石門嶺 - 営盤 - 鉄背山 - 南雑木 - 蒼石 - 南口前 - 北三家 - 清原 - 英額門 - 興隆河 - 水窟洞 - 草市 - 山城鎮 - 黒山頭 - 梅河口 - 海龍 - 朝陽鎮 - 靠山屯 - 盤石 - 永寧 - 明城 - 煙筒山 - 取柴河 - 双河鎮 - 長崗 - 西陽 - 務本 - 口前 - 馬相屯 - 吉林西 - 吉林
| スタブアイコン | サブスタブ | この項目は、まだ閲覧者の調べものの参照としては役立たない、鉄道に関連した書きかけの項目です。この項目を加筆・訂正などしてくださる協力者を求めています（P:鉄道/PJ:鉄道）。 |